# Fisker
La Fisker (nome completo Fisker Inc.) è stata una casa automobilistica statunitense con sede a Los Angeles, attiva dal 2016 al 2024.

## Storia

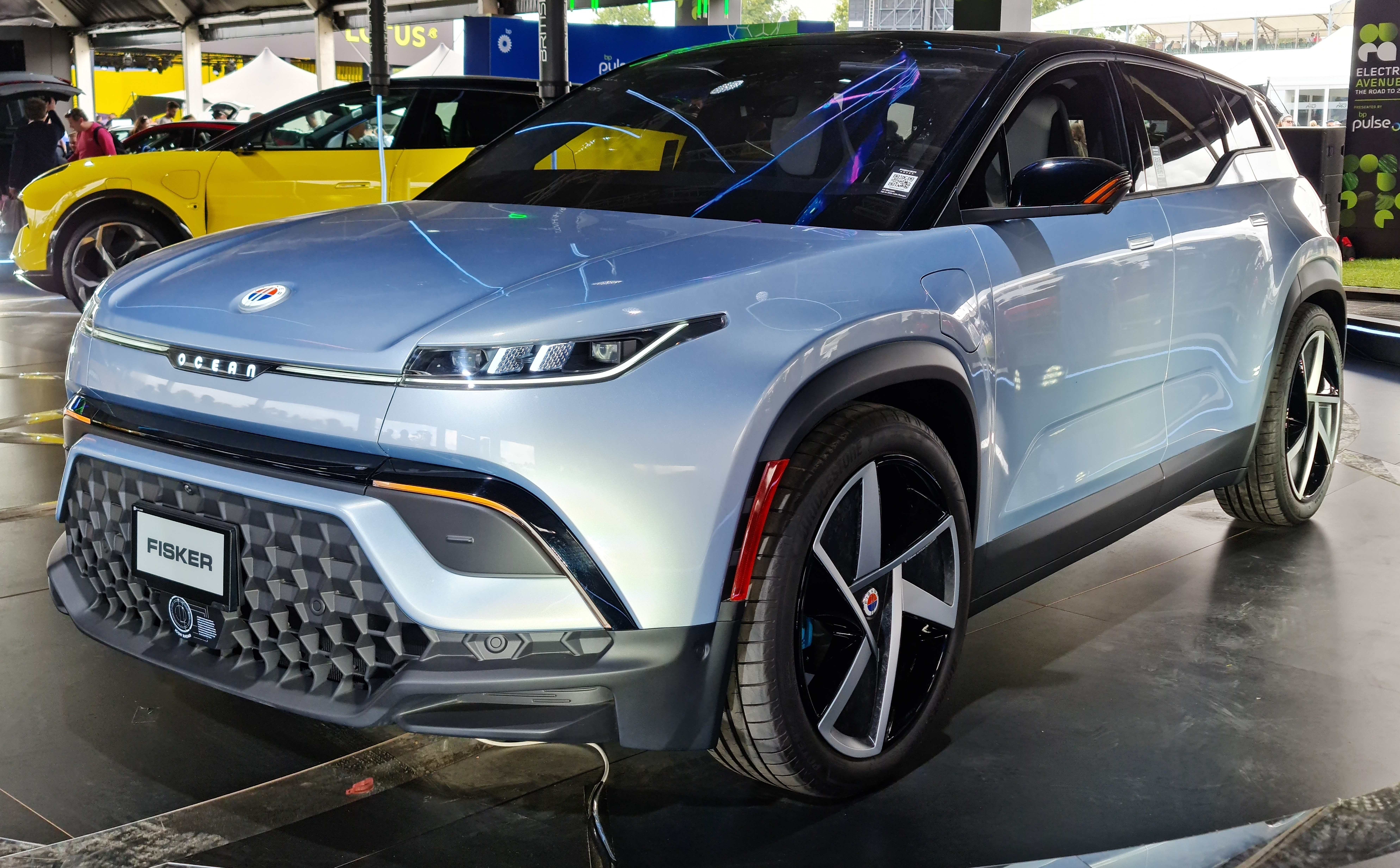
Fisker Ocean, prima autovettura del costruttore statunitense

Fondata da Henrik Fisker e sua moglie Geeta Gupta-Fisker nell'ottobre 2016 dopo il fallimento nel 2013 della Fisker Automotive, oltre alla progettazione e allo sviluppo di veicoli elettrici, ha depositato brevetti relativi alla tecnologia delle batterie a stato solido per l'uso nel settore automobilistico e nell'elettronica di consumo.
Il 13 luglio 2020 è stata quotata alla Borsa di New York attraverso una fusione con la Spartan Energy Acquisition Corp (NYSE:SPAQ), sostenuta dalla società di private equity Apollo Global Management. Il 30 ottobre 2020, la Fisker ha completato la fusione venendo quotata sotto il ticket NASDAQ: FSR.
La prima vettura di serie denominata Fisker Ocean, presentata in anteprima al Consumer Electronics Show 2020 di Las Vegas sotto forma di prototipo costruito in Italia dalla Italdesign, doveva essere presentata in versione definitiva per la produzione in serie al Salone di Ginevra nel marzo 2020, tuttavia a causa della pandemia di COVID-19 e della cancellazione del salone, lo sviluppo e la presentazione della vettura sono stati ritardati e rimandati.
A maggio 2021 la società ha dichiarato di aver ricevuto più di 16 000 prenotazioni per la Fisker Ocean. Nel giugno 2021 ha siglato un accordo per la produzione in serie della vettura con la Magna Steyr, presso lo stabilimento di Magna a Graz in Austria.
A marzo 2024 l'azienda è stata dapprima sospesa dalla Borsa per poi licenziare buona parte dei dipendenti e finire nella procedura fallimentare del chapter 11, per poi dichiarare definitivamente il fallimento e chiudere a ottobre.

## Galleria d'immagini

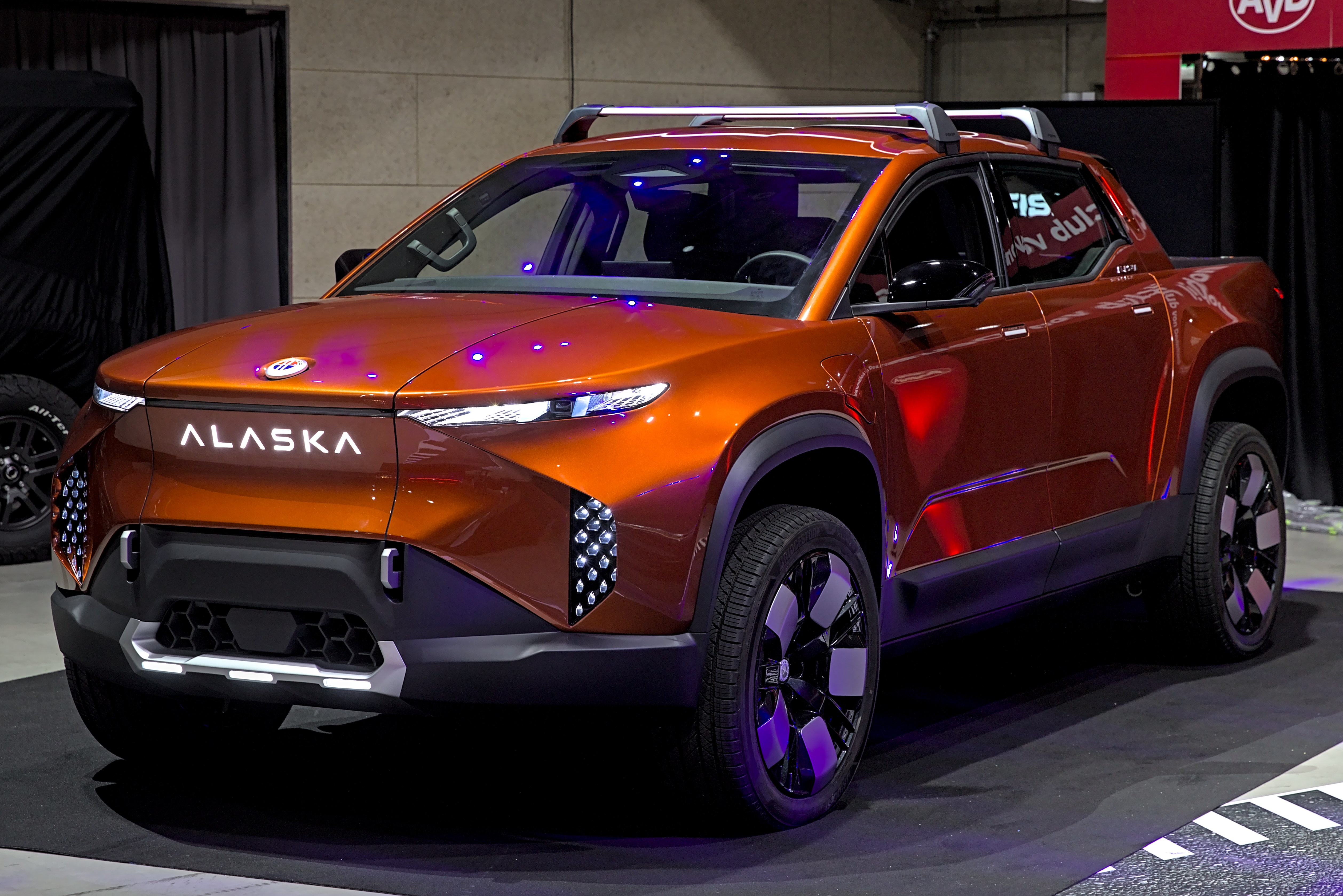
Fisker Alaska
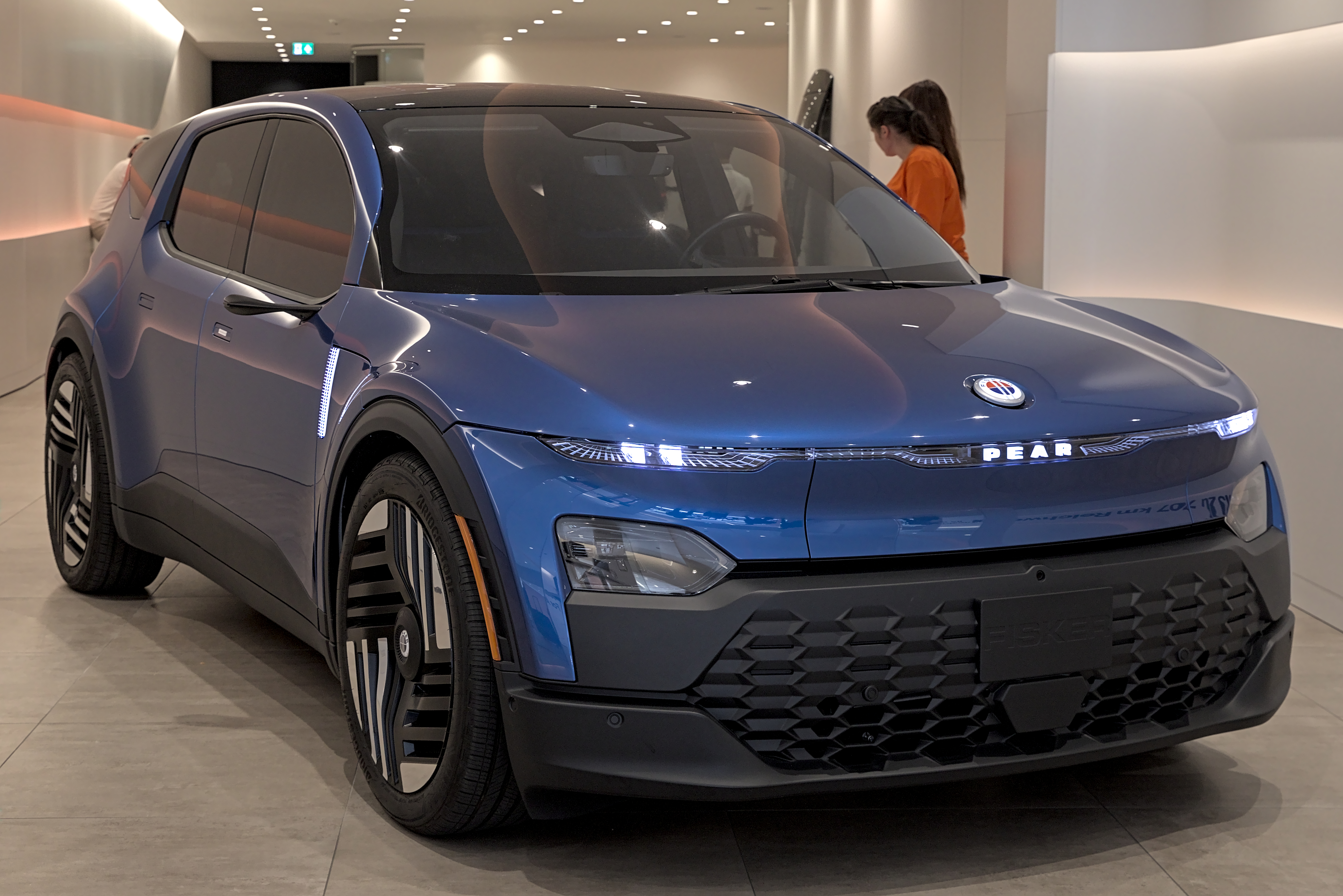
Fisker Pear
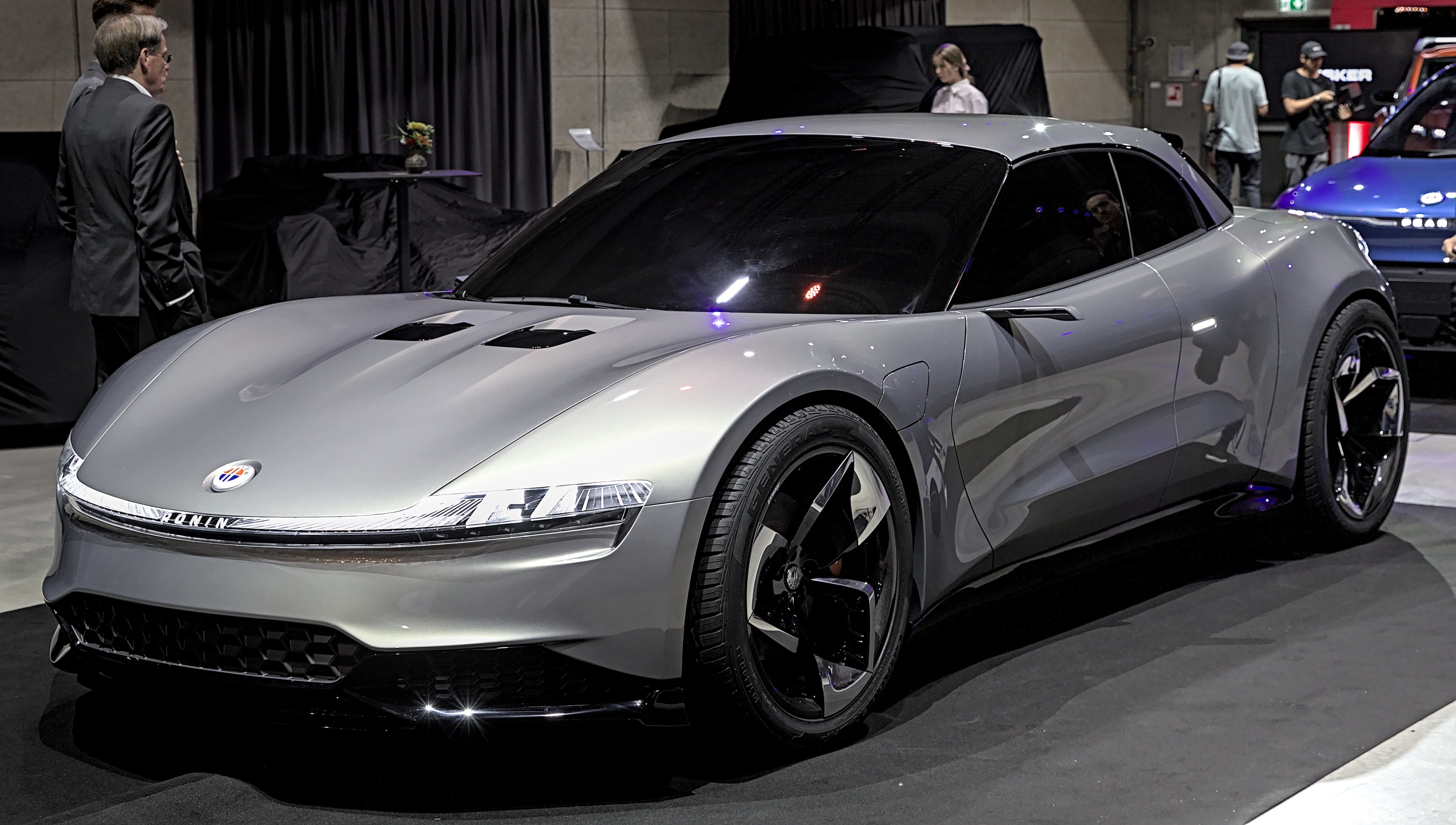
Fisker Ronin